# Antoni Roca i Rosell
Antoni Roca i Rosell (Barcelona, 1951) és professor d'història de la ciència i de la tècnica a la Universitat Politècnica de Catalunya i membre del Centre de Recerca per a la Història de la Tècnica (ETSEIB). Des de 2005 és el coordinador de la Càtedra UNESCO de Tècnica i Cultura de la mateixa Universitat. Des del 1993 fins al 2009 va ser president de la Societat Catalana d'Història de la Ciència i de la Tècnica, filial de l'Institut d'Estudis Catalans.
S'interessa en el procés de difusió i d'assimilació de les idees científiques, principalment la física, i de l'enginyeria i les tecnologies a Catalunya i a Espanya, en el context de l'anomenada civilització europea, temàtiques sobre les quals ha publicat un centenar d'articles i capítols de llibre així com una quinzena de llibres com a autor o coordinador.